# Казанское сельское поселение (Ростовская область)
Казанское сельское поселение — муниципальное образование в Верхнедонском районе Ростовской области. 
Административный центр поселения — станица Казанская.

## История
Первым названием станицы Казанской был Казанский городок, который был основан в 1647 году. Во второй половине XVIII века на этой территории стали образовываться хутора, вошедшие в состав Казанского сельского поселения: Кукуевский, Рубеженский, Пухляковский, Мутилинский, Поповка. Хутор Ароматный был образован в августе 1963 года. По состоянию на 1915 год станица Казанская и хутора находились в составе Донецкого округа, а в 1918 году вошли в Верхнедонский округ. В 1922 году Казанская и Шумилинская волости объединились, их центром была станица Казанская, и они вошли в состав Донецкого округа. В 1923 году станица Казанская стала центром Казанской волости, на её территории появилось 12 сельсоветов, в том числе и Казанский сельсовет. Затем Казанская волость стала частью Казанского района.
14 февраля 1923 года был образован Казанский сельсовет Казанской волости Верхнедонского округа.  Хутора Поповка, Рубеженский, Матюшенский, Мутилинский, Пухляковский, Кукуевский до 1968 года входили в состав Казанского сельсовета. В декабре 1968 года они вошли в состав Красноокрябрьского сельсовета. В 1993 году Казанский сельсовет и Краснооктябрьский сельсовет стали сельскими администрациями, а с 1 января 2006 года преобразованы в муниципальное образование «Казанское сельское поселение».

## Административное устройство
В состав Казанского сельского поселения входят:
- станица Казанская,
- хутор Ароматный,
- хутор Поповка,
- хутор Кукуевский,
- хутор Матюшенский,
- хутор Мутилинский,
- хутор Пухляковский,
- хутор Рубеженский.

## Население
| 2010  | 2012  | 2013  | 2014  | 2015  | 2016  | 2017  |
| ----- | ----- | ----- | ----- | ----- | ----- | ----- |
| 6686  | ↘6543 | ↘6385 | ↘6209 | ↘6124 | ↘6114 | ↗6139 |
| 2018  | 2019  | 2020  | 2021  |       |       |       |
| ↘6102 | ↘6019 | ↘5966 | ↘5964 |       |       |       |